# Llibre I de les Faules de La Fontaine

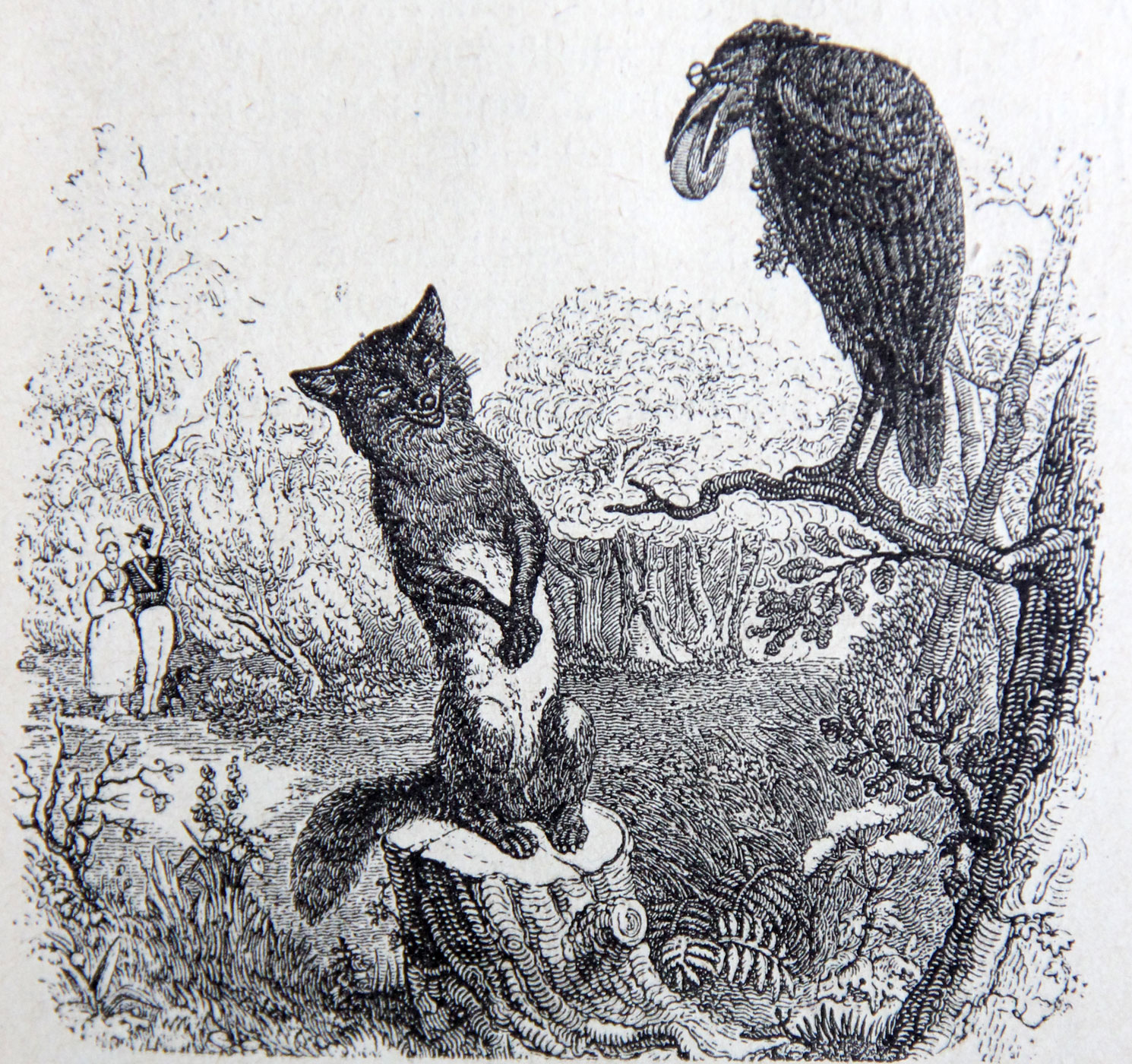
El corb i el renard, segona faula del llibre I

El llibre I de les Faules de La Fontaine és un dels llibres que contenen el recull de Faules de Jean de La Fontaine. Fou publicat l'any 1668 i inclou 22 faules. Dotze d'elles presenten només animals, sis humans, dues al·legories (personificació de la mort), una l'univers vegetal i una déus i animals junts.
En aquest llibre, Jean de La Fontaine destaca la importància de fer que les faules siguin alhora educatives i entretingudes.